# Lachnellula agassizii
Lachnellula agassizii är en svampart som först beskrevs av Berk. & M.A. Curtis, och fick sitt nu gällande namn av Dennis 1962. Lachnellula agassizii ingår i släktet Lachnellula och familjen Hyaloscyphaceae.   Inga underarter finns listade i Catalogue of Life.